# Fodbold i Italien
 Der er for få eller ingen kildehenvisninger i denne artikel, hvilket er et problem. Du kan hjælpe ved at angive troværdige kilder til de påstande, som fremføres i artiklen.

Fodbold er en af de mest populære sportsgrene i Italien. Italien er en af de mest succesrige fodboldnationer i Europa, med fire VM-titler og 27 større trofæer i europæiske fodboldturneringer. 
Den bedste liga for klubhold hedder Serie A. Den efterfølges af Serie B, Lega Pro Prima Divisione, Lega Pro Seconda Divisione m.fl.
Juventus og andre storklubber var i 2006 involveret i en korruptionsskandale, der blandt andet kostede omnævnte klub en sæson i Serie B.
| Fodbold | Spire Denne artikel om fodbold er en spire som bør udbygges. Du er velkommen til at hjælpe Wikipedia ved at udvide den. |